# 4 Eridani
4 Eridani är en vit underjätte i stjärnbilden Eridanus. 
Stjärnan har visuell magnitud +5,45 och är svagt synlig för blotta ögat vid normal seeing. Den befinner sig på ett avstånd av ungefär 155 ljusår.